# Kirsten Mooy
Kirsten Mooy is een Nederlands langebaanschaatsster. 
In 1996 nam Mooy deel aan de NK Afstanden op de 3000 en 5000 meter.

## Records

### Persoonlijke records[3]
| Afstand    | Tijd    | Datum            | Baan            |
| ---------- | ------- | ---------------- | --------------- |
| 100 meter  | 12,50   | 27 oktober 1993  | Inzell          |
| 300 meter  | 30,00   | 26 oktober 1994  | Inzell          |
| 500 meter  | 46,33   | 26 december 1996 | Inzell          |
| 1000 meter | 1.30,94 | 5 februari 1995  | Baselga di Pine |
| 1500 meter | 2.22,30 | 28 oktober 1993  | Inzell          |
| 3000 meter | 4.51,82 | 5 februari 1995  | Baselga di Pine |
| 5000 meter | 8.35,48 | 10 februari 1996 | Groningen       |